# William Sutherland (homme politique)
William Sutherland (4 mars 1880 - 19 septembre 1949) est un fonctionnaire écossais, homme politique du Parti libéral et industriel minier. Il est étroitement associé au premier ministre David Lloyd George dont il est l'attaché de presse et plus tard le Secrétaire parlementaire privé. Il est l'un des intermédiaires de Lloyd George dans la vente d'honneurs pour le Lloyd George Fund. Dans ses relations avec la presse, il est décrit comme "le premier des Spin doctor modernes" .

## Famille et éducation
Sutherland est né à Glasgow, le fils d'Alan Sutherland. Il fait ses études au Lycée de Glasgow  et à l'Université de Glasgow où il obtient un diplôme de MA  et est admis au Middle Temple le 18 janvier 1904, se retirant sans être appelé au Barreau le 3 mars 1927. Le 27 août 1921, il épouse Annie Christine Fountain, CBE de Birthwaite Hall, près de Barnsley. Le Premier ministre David Lloyd George et Mme Lloyd George sont présents au mariage . Son épouse est décédée en 1949  Son oncle, Angus Sutherland, est député libéral de Sutherland de 1886 à 1894 .

## Carrière
Sutherland est entré dans la fonction publique après avoir quitté l'université et est nommé au Board of Trade. C'est là qu'il attire l'attention de Lloyd George pour la première fois lorsqu'il est président du Board of Trade. Sutherland aide Lloyd George à préparer et à élaborer une partie de sa législation. Il fait une étude particulière de la question foncière et entre 1909 et 1913, il écrit des notes ou des livres intitulés L'appel de la terre, la question foncière et la régénération rurale. Il participe également à l'élaboration de la législation sur les pensions de vieillesse et l'assurance nationale et contribue à la mise en œuvre de ces mesures . En 1907, il écrit Old Age Pensions, dans Theory and Practice, with Some Foreign Examples (publié par Methuen). Il suit Lloyd George au ministère des Munitions, au ministère de la Guerre et, finalement, au 10 Downing Street. Il écrit également une brochure d'un shilling en 1920 sur le travail du gouvernement de coalition de David Lloyd George, mais le travail est critiqué dans la presse comme "pas plus qu'un guide d'enfant pour les candidats de la Coalition et d'autres apologistes du gouvernement" .

## Politique

### Collecte de fonds Lloyd George
De son association administrative puis parlementaire avec Lloyd George, Sutherland développe un lien politique de plus en plus étroit avec le premier ministre. À l'approche des élections générales de 1918, il est utilisé comme leveur de fonds. Il est décrit par un initié politique et magnat des journaux Lord Riddell comme "... un chien amusant et cynique" . Il est un participant majeur du scandale des honneurs grâce auquel Lloyd George a pu construire son trésor de guerre, le Lloyd George Fund. Martin Pugh qualifie Sutherland de "personnage peu recommandable" qui, avec Maundy Gregory, Lloyd George a l'habitude de collecter des fonds en dispensant des honneurs à des prix gonflés  et il a la réputation de se livrer à la belle vie en colportant des baronnets dans les clubs de Londres .

### Conseiller politique
En 1918, Sutherland aide Lloyd George à monter un dossier pour discréditer le major-général Sir Frederick Barton Maurice dans les circonstances entourant le débat sur Maurice . Il est l'un des conseillers politiques les plus proches de Lloyd George. Il a compris que les vieux thèmes libéraux de l'éducation, du libre-échange et de la tempérance ont perdu leur résonance auprès de l'électorat. À leur place, il appelle à mettre l’accent sur les questions sociales et économiques . Cette analyse rappelle le Social-libéralisme des gouvernements libéraux de 1908-1914 et a certainement préfiguré la direction radicale prise par la politique libérale à la fin des années 1920 lorsque Lloyd George est réintégré à la tête du parti et commande la série de "livres colorés" sur terre, la politique de l'industrie et de l'emploi qui constituent la base du manifeste libéral pour les élections générales de 1929. Sutherland participe aussi à la mise en place de l'organisation de la coalition libérale dans les circonscriptions, en particulier en Écosse  et prend en charge le programme de communication . Ses avertissements sur la nécessité d'avoir une bonne organisation de la circonscription si les libéraux nationaux de Lloyd George veulent avoir une influence locale efficace sont cependant restés largement ignorés .

### Conseiller presse
Lloyd George emploie Sutherland pour promouvoir ses intérêts avec la presse . Il noue des relations utiles avec les éditeurs de journaux afin de promouvoir les réalisations de Lloyd George et le bilan de la Coalition . Dans son rôle d'intermédiaire avec Lloyd George et les journalistes du lobby, il acquiert le surnom de «Bronco Bill» Sutherland (le maître de piste du cirque médiatique à l'époque des seigneurs de la presse)  et aurait inventé des histoires préjudiciables sur les opposants de Lloyd George, qui ont ensuite été publiés dans la presse comme authentiques - bien qu'il n'ait jamais été cité comme source . Lloyd George conserve une haute estime pour Sutherland. Pas plus tard qu'en 1932, il se référait à lui comme "... l'un des politiciens les meilleurs et les plus mignons de l'époque" .

### Nominations politiques et honneurs
Sutherland est secrétaire du Comité du Cabinet pour l'approvisionnement en munitions en 1915, puis secrétaire privé de Lloyd George en tant que ministre des Munitions (1915–1916). Il continue comme secrétaire privé de Lloyd George quand Lloyd George est nommé secrétaire d'État pour la guerre entre juin et décembre 1916 . Lorsque Lloyd George devient premier ministre en décembre 1916, Sutherland l'accompagne au 10 Downing Street dans le rôle d'attaché de presse et secrétaire privé . Il est fait chevalier en 1919, recevant le KCB . Il est aussi nommé Commandeur de l'Ordre de Léopold.

### Élu au Parlement
En 1918, Sutherland est investi pour les élections générales comme candidat libéral de la coalition pour l'Argyllshire. En tant que représentant du gouvernement de coalition, il aurait reçu le coupon de coalition bien que son seul adversaire à l'élection était un candidat de la Highland Land League et Sutherland est facilement élu avec plus de 80 % des voix .
Entre 1918 et 1920, Sutherland est Secrétaire parlementaire privé du premier ministre. En 1920, il est nommé Lords du Trésor pour lui permettre de remplir le rôle de whip écossais, poste qu'il occupe jusqu'en 1922. Cette année-là, il est nommé conseiller privé . Toujours en 1922, il accède brièvement au rang de ministre du cabinet avec sa nomination comme chancelier du duché de Lancastre .
Lors de sa nomination en tant que Lord du Trésor en 1920, Sutherland est obligé, en vertu des exigences constitutionnelles de l'époque, de se présenter à une élection partielle dans l'Argyllshire. Il ne rencontre aucune opposition de la part des alliés unionistes de son parti au sein du gouvernement de coalition et la décision des libéraux asquithiens indépendants de ne pas s'opposer à lui  lui permet de conserver le siège dans un duel direct avec les travaillistes, quoique avec une majorité réduite .
Avec la fin du ministère de la Coalition, Sutherland quitte le gouvernement. Il est réélu à son siège aux élections générales de 1923, mais est battu en 1924 par les conservateurs . Il accepte de se présenter comme libéral aux élections générales de 1929 à Barnsley et arrive à la deuxième place .

## Fin de carrière
Après avoir quitté le Parlement, il s'intéresse à l'industrie du charbon. Il est directeur de la mine de charbon de Wharncliffe Woodmoor, près de Barnsley  et propriétaire du groupe Woolley de houillères dans la même région . Il est également directeur général de Fountain and Burnley Ltd, qui possédait la mine de North Gawber .
Le nom de Sir William reste attaché à la compétition à élimination directe shinty à laquelle il fait don d'un trophée en 1922, la Coupe Sir William Sutherland. Cette coupe est le championnat national junior des shinty en Écosse.
Sutherland est décédé à Sheffield le 19 septembre 1949 à l'âge de 69 ans .